# Lac de Burtnieki
Le lac de Burtnieki (en letton Burtnieku ezers) est le quatrième des lacs de Lettonie par la superficie, bien qu'il soit de très faible profondeur. Il est situé en Livonie, dans le Nord-Est du pays, au sein de la réserve de biosphère de Vidzeme septentrionale.

## Situation
Les eaux du lac de Burtnieki se répartissent entre trois communes rurales (pagasti) : Burtnieki, pour environ deux tiers, au Sud-Est, et, à parts à peu près égales pour le restant, Matīši à l'Ouest et Vecate au Nord. Avant la réforme administrative de 2009 et la suppression des districts, ces trois collectivités locales ressortissaient à celui  de Valmiera. Depuis cette date, elles font partie intégrante de la municipalité unifiée (novads) de Burtnieki.

## Dénomination
Le lac de Burtnieki est également appelé « lac Burtnieks » (Burtnieks) ou « lac de Burtnieks » (« Burtnieka ezers »). Une autre dénomination, plus ancienne, est « Astigjerve » ou « Asters » : c'est le nom que donnèrent au plan d'eau les Lives, peuplade de langue finno-ougrienne qui vécut jadis dans la région. En estonien, il est d'ailleurs appelé « Asti järv ».
Dans son Essai d'histoire naturelle de la Livonie (Versuch einer Naturgeschichte von Livland), Jakob Benjamin Fischer rapporte les noms de « lac de Burtneck » (nom allemand de Burtnieki), « Bur » et « Astijärv ».

## Le plan d'eau
Le lac de Burtnieki présente un profil plat : sa profondeur moyenne n'est que de 2,9 m, avec un maximum d'à peine 4,1 m dans sa partie orientale. Son fond est essentiellement sablonneux, avec des vasières par endroits.
Vu sa profondeur médiocre, sa lame d'eau ne présente pas de stratification et sa contenance est assez faible (91,1 millions de m3 quand il atteint son niveau maximal). Ses tributaires étant nombreux et d'un débit souvent abondant, ses eaux sont renouvelées six à sept fois par an, dans un laps de temps qui va d'à peine deux semaines s'ils sont en crue, à trois mois lorsqu'ils sont à l'étiage.
L'hiver, le lac de Burtnieki se couvre d'une couche de glace de 50 à 60 cm, voire 80 cm d'épaisseur, dont la débâcle a lieu fin avril ou début de mai.
En 1929, des travaux hydrauliques ont régulé son débit de sortie et fait baisser son niveau d'un mètre le niveau de ses eaux, le but étant de gagner des terres agricoles, non tant sur le pourtour du plan d'eau lui-même que dans son bassin, par l'assèchement de terrains humides. L'opération a découvert sur ses rives de vastes espaces, qui se sont transformés en prairies et roselières.
Le lac de Burtnieki est touché par l'eutrophisation, qui y provoque une prolifération végétale affectant environ 10 à 25 % de sa surface, suivant le niveau de ses eaux. Depuis une dizaine d'années, sa qualité hydrologique est néanmoins en voie d'amélioration. Le taux de phosphates (PO4P), qui excédait 40 µg/l, dans les  années 1960, a été ramené à environ 10 µg/l, au début des années 2000.
Au XVIIIe siècle, J.B. Fischer précise que « le lac fournit brochets, perches, gardons, brèmes, sandres et anguilles, qui remontent le cours de la Salis. Il est extrêmement rare qu'un saumon, venu de l'embouchure de la Salis, s'aventure dans ce lac. » À l'heure actuelle, on y recense dix-sept espèces de poissons, qui donnent lieu à une activité de pêche sportive et commerciale, cette dernière étant cependant soumise à des restrictions de plus en plus sévères.

## Les rives
Boisées, en conifères, sur la moitié environ de leur périmètre, les rives du lac sont généralement basses, tourbeuses, voire marécageuses dans sa partie occidentale et à l'embouchure de la Rūja et de la Seda. De nombreuses espèces d'oiseaux y trouvent des aires de nidification et un relais sur la route de la migration. La chasse au canard s'y pratique. En revanche, sur le littoral Sud-Est du lac, un peu au sud de l'église luthérienne du village de Burtnieki, l'action d'affouillement de la houle a formé des escarpements rocheux d'une vingtaine de mètres de hauteur, les seules formations de ce type qui, en Lettonie, soient situées en bordure d'un lac.
Depuis les travaux d'abaissement du niveau de l'eau réalisés en 1929, les vagues n'atteignent cependant plus le pied de ces falaises gréseuses, qui sont progressivement envahies par la végétation, tandis que leur couche de terre sommitale est attaquée par l'érosion. Depuis 2001, elles sont reprises dans un périmètre protégé.

## Tributaires et émissaire
Drainant un bassin considérable (2 215 km2, soit 3,43 % du territoire letton), dont les contours épousent en grande partie ceux de la réserve de biosphère de Livonie septentrionale, le lac de Burtnieki est alimenté par une série de cours d'eau, au débit parfois important : dans le sens des aiguilles d'une montre, on trouve, au nord, la Rūja et la Seda, à l'est, l'Aunupīte et la Dūre, au sud, la Smiltsvēveru upīte et l'Ēķinupe, et, à l'ouest, la Briede et la Bauņupīte, prolongée par l'Ozoliņupīte, entre lesquelles s'intercalent deux grands canaux de drainage (grāvis), le Balodiņu grāvis et le Vienvīru grāvis.
L'émissaire du lac de Burtnieki est la rivière Salaca, qui, depuis sa rive septentrionale, parcourt 95 km avant de se jeter dans la mer Baltique à l'extrémité Nord-Est du golfe de Riga, non loin de la frontière avec l'Estonie.

## Îles
À la différence de celles des lacs de Latgalie, les îles du lac de Burtnieki ne sont ni étendues — leur superficie totale est d'à peine 1,4 ha — ni nombreuses, à peine trois, les plus grandes étant celles d'Enksāre et de Cepurīte.

## Gestion
La gestion du lac de Burtnieki a été assurée successivement par deux organismes homonymes, la société à responsabilité limitée Autorité du lac de Burtnieki. La première, constituée le 13 décembre 1991, avait à sa tête Dz. Vītols. La seconde a été créée en janvier 2002 par les trois communes rurales qui riveraines du plan d'eau (Burtnieki, Matīši et Vecate) et emploie actuellement quelque cinq personnes. Elle tire l'essentiel de son ressources des redevances qu'elle perçoit pour l'émission de permis de pêche, ainsi que des dotations budgétaires qui lui sont allouées par les collectivités locales concernées et le ministère letton de la pêche. Les principes qui gouvernent son action sont de concilier les intérêts des communes participantes et de garantir que le lac soit géré suivant une démarche homogène. Depuis 2006, sa présidence est assurée par Rolands Rākins.

## Site archéologique
Sur les rives Nord-Est du lac, près de l'embouchure de la Rūja, une équipe d'archéologues dirigée par Francis Zagorskis a fouillé, de 1964 à 1971, un des plus anciens sites habités de Lettonie, celui de Zvejnieki (« Pêcheurs »), en l'occurrence un village de pêcheurs occupé au Mésolithique et au Néolithique et dont les quelque 300 tombes sont datées approximativement du huitième au cinquième millénaire av. J.-C.

## Légendes et évocations littéraires
La légende veut qu'au milieu du lac s'élèverait une borne-frontière incisée de rayures, marquant la limite entre les trois paroisses (pagasti) qui se partagent ses eaux.
Par ailleurs, l'épopée nationale Lāčplēsis d'Andrejs Pumpurs, ainsi que le drame historique Le feu et la nuit (Uguns un nakts) de Rainis, évoquent l'antique chef letton Burtnieks, père de Laimdota, la fiancée du héros Lāčplēsis, et le palais englouti dans lequel il vit, au fond du lac de Burtnieki.
Cette légende d'un manoir fabuleux qui aurait sombré dans les eaux du lac de Burtnieki est déjà attestée dans l'Essai d'histoire naturelle de la Livonie de Jakob Benjamin Fischer.